# مسجد الفاتحية (كرويه)
مسجد السلطان محمد الفاتح في كرويه ((بالألبانية: Xhamia e Sulltan Mehmed Fatihut)) أو مسجد الفاتحية Xhamia e Fet'hijes هو مسجد من العصر العثماني بني قبل 1481 داخل قلعة كرويه في كرويه، ألبانيا. يقع بالقرب من مدخل متحف سكاندربغ.

## التاريخ
بُني مسجد السلطان محمد الفاتح قبل 1481 وسمّي باسم السلطان التركي محمد الفاتح. بعد أن دمر في عام 1831، أعيد بناؤه للسكان الألبان المحليين في عهد السلطان محمود الثاني.
في عام 1917، مئذنة مسجد السلطان محمد الفاتح التي تشتهر بجمالها، انهارت بسبب عاصفة. حتى 1937 كان المسلمون الألبان يستخدمون المسجد للعبادة. وخلال الحرب العالمية الثانية، كان المسجد يستخدم كمخزن للأسلحة والذخيرة. وقد تهاوى المسجد مرة أخرى في زمن الدكتاتور الشيوعي أنور خوجة.
أما اليوم فلم يبقَ من مسجد السلطان محمد الفاتح إلا المئذنة والأجزاء السفلية من الجدران.